# Opelika
Opelika – miasto w Stanach Zjednoczonych, w stanie Alabama, stolica hrabstwa Lee.

## Demografia
W 2010 liczyło 26 477 mieszkańców. W roku 2023 liczba mieszkańców wzrosła do 33 572 osób, a gęstość zaludnienia do 219,7 osoby/km².